# Liste von Höhlen in Rheinland-Pfalz
Die Liste von Höhlen in Rheinland-Pfalz benennt natürliche und künstliche Höhlen in Rheinland-Pfalz.

## Liste
| Bezeichnung              | Lage                                                                  | Bemerkungen                                             | Bild |
| ------------------------ | --------------------------------------------------------------------- | ------------------------------------------------------- | ---- |
| Bärenhöhle               | Rodalben, Landkreis Südwestpfalz                                      | 37 m, Sandsteinhöhle, größte natürliche Höhle der Pfalz |      |
| Bismarckshöhle           | Forst an der Weinstraße                                               |                                                         |      |
| Bogertshöhle             | Verbandsgemeinde Langenlonsheim-Stromberg, Landkreis Bad Kreuznach    |                                                         |      |
| Eremitenklause Börrstadt | Börrstadt, Donnersbergkreis                                           |                                                         |      |
| Buchenloch               | Gerolstein, Landkreis Vulkaneifel                                     |                                                         |      |
| Buchkammer               | Busenberg im Landkreis Südwestpfalz                                   | Buntsandsteinhöhle                                      |      |
| Genovevahöhle            | Kordel, Landkreis Trier-Saarburg                                      |                                                         |      |
| Herxheimer Karsthöhle    | Herxheim am Berg, Landkreis Bad Dürkheim                              |                                                         |      |
| Hohler Fels              | Deidesheim, Landkreis Bad Dürkheim                                    | Felsenhöhle                                             |      |
| Magdalenahöhle           | Gerolstein, Landkreis Vulkaneifel                                     | [ 1 ]                                                   |      |
| Mühlsteinhöhle           |                                                                       |                                                         |      |
| Nebelhöhle               | Mudershausen, Rhein-Lahn-Kreis                                        | Längste und tiefste Höhle in Rheinland-Pfalz.           |      |
| Fuchshöhle Sausenheim    | Grünstadt, Landkreis Bad Dürkheim                                     |                                                         |      |
| Schinderhanneshöhle      | Verbandsgemeinde Thalfang am Erbeskopf, Landkreis Bernkastel-Wittlich | 5 m.                                                    |      |
| Schinderhanneshöhle      | Seesbach, Landkreis Bad Kreuznach                                     | 13 m.                                                   |      |
| Schlucht-Höhle           | Mudershausen                                                          |                                                         |      |
| Studerbildschacht        | Neustadt an der Weinstraße                                            | Spaltenhöhle                                            |      |
| Trasshöhlen              | Burgbrohl, Landkreis Ahrweiler                                        |                                                         |      |